# Pragtvandnymfernes liv
|  | Denne artikel er oprettet af botten PalnaBot ud fra en ekstern database. Den kan derfor have sproglige fejl eller mangler. Denne skabelon kan fjernes efter kontrol af indholdet. |

Pragtvandnymfernes liv er en film instrueret af Carl Henrik Jensen efter manuskript af Carl Henrik Jensen.

## Handling
Dokumentarfilm, en skildring af pragtvandnymfer, fra larve til insekt